# The Lonely Astronaut On Christmas Eve
The Lonely Astronaut On Christmas Eve è un libro per bambini scritto da Tom DeLonge e pubblicato nel novembre 2013.
Le illustrazioni sono state fatte da Mike Henry.

## Trama
Il libro, racconta la storia di un astronauta solitario che lavora tutto solo sulla Luna nella notte di Natale e di due alieni che vedendolo triste, pensano a come renderlo felice.  